# Contea di Oneida (Wisconsin)
La contea di Oneida (in inglese, Oneida County) è una contea dello Stato del Wisconsin, negli Stati Uniti. La popolazione al censimento del 2000 era di 36 776 abitanti. Il capoluogo di contea è Rhinelander.